# Sivjee Glacier
Sivjee Glacier är en glaciär i Antarktis. Den ligger i Östantarktis. Australien gör anspråk på området. Sivjee Glacier ligger 1 390 meter över havet.
Terrängen runt Sivjee Glacier är varierad. Trakten är obefolkad. Det finns inga samhällen i närheten.